# Булль, Эдвард
Эдвард Булль-старший (норв. Edvard Bull d.e.; 4 декабря 1881, Кристиания (Осло) — 26 августа 1932, там же) — норвежский историк и социалистический политический деятель, один из лидеров и идеологов Норвежской рабочей партии. Доктор философии (1912), профессор Университета Кристиании (1917).

## Историк
Происходил из известной семьи норвежской интеллигенции. В 1952 году окончил Парижскую консерваторию у Д. Мийо, затем учился в Высшей музыкальной школе в Западном Берлине. Во время учебного визита во Францию и Германию вплотную занялся историей средневекового католицизма.
Как историк занимался в основном проблемами социального развития Норвегии в средние века, освещая их с марксистских позиций исторического материализма, но также находясь под влиянием идей Карла Лампрехта и Вернера Зомбарта.
Изучал средневековое норвежское государство как орган политического господства крупных землевладельцев, критикуя концепцию либерального историка Эрнста Сарса как идеалистическую. Рассматривая смуты и междоусобицы в Норвегии конца XII века в контексте классовой борьбы крестьян против господствующего класса, Булль показал, что результатом этих гражданских войн было укрепление власти феодальной верхушки, сплотившейся вокруг короля.
Также написал биографию Карла Маркса, двухтомники об истории Кристиании/Осло и Акера, был составителем «Норвежского биографического словаря» (Norsk biografisk leksikon). С 1927 по 1932 годы был председателем Норвежской исторической ассоциации.
Его сын Эдвард Булль-младший — тоже известный историк.

## Политик
Его марксистские наклонности в науке вдохновили его к активной политической деятельности. Познакомившись с радикальными левыми политиками Якобом Фриисом, Кюрре Греппом и Эмилем Стангом, с середины 1910-х годов становится активным участником социал-демократического движения в Норвегии, примыкая к его революционному крылу.
Однако когда Норвежская рабочая партия присоединилась в 1919 году к Коминтерну, он начал выступать против выдвигаемых тем «21 условий». В 1923 году он добился выхода его партии из Третьего Интернационала и становится её вице-председателем, занимая этот пост до своей смерти. Он был одним из архитекторов воссоединения НРП с её правым отколом, Социал-демократической рабочей партией Норвегии, в 1927 году.
Когда НРП победила на выборах в том же году, Булль, на протяжении своей жизни никогда не заседавший в парламенте, был приглашён в правительство. С 28 января по 15 февраля 1928 года он был министром иностранных дел в кабинете Кристофера Хорнсруда, однако это «первое социалистическое правительство страны» не просуществовало и месяца. После этого поражения НРП вновь свернула влево, и Булль написал под выборы 1930 года более радикальную программу.